# Advice from Buddha Shakyamuni: Abridged Exposition of the Precepts for Bikshus
Az Advice from Buddha Shakyamuni (magyarul: Sakjamuni Buddha tanácsa) a teljes szerzetesi rangot viselő tibeti buddhista szerzetesek számára előírt fegyelmi követelmények gyakorlásához készített rövid összefoglaló és magyarázat a múlaszarvásztiváda Vinajában szereplő szövegek alapján. Tendzin Gyaco, a 14. A dalai láma tömören és érthetően foglalja össze az egyházi eskükkel kapcsolatos dolgokat, amely segít tökéletesen betartani azokat. A szükségszerűségen felül az erkölcsi fegyelem betartásából származó praktikus előnyökre is felhívja a figyelmet. A dalai láma ebben a könyvben a szerzeteseken túl a világi gyakorlók számára is ad tanácsokat, akiknek szintén előnyük származik abból, ha harmóniában képesek élni a közösség többi tagjával.
A könyvhöz magyar nyelvű kiadás nem készült.

## Háttere
Az Indiától északra fekvő Tibet, amely ma a Kínai Népköztársaság része, az indiai buddhizmus leghatalmasabb tárhelyévé vált. Sok más hagyományosan buddhista országtól eltérően a tibeti buddhista átadási hagyományvonalak fokozatosan érkeztek a himalájai ország területére mintegy ötszáz év alatt. Több száz indiai buddhista mester látogatott el ezalatt Tibetbe, és nagy számban mentek tibetiek észak-indiai buddhista kolostorokba tanulni, olyanokba is mint a Nálanda és a Vikramasilá. Ezáltal a teljes indiai buddhizmus megőrzésre került Tibetben, köztük az összes hínajána, mahájána és vadzsrajána gyakorlat.
Általánosságban véve az eddig készült nyugati tanulmányok a tibeti buddhizmusról elsősorban a vadzsrajána és a mahájána vonalakra koncentráltak, jóllehet a tibetiek egyenlő hangsúlyt fektetnek a hínajána, vagy más néven a théraváda buddhizmusra is. Ezen belül a legfontosabb téma a Vinaja, a buddhista szerzetesek (bhikkhu) magaviseletével foglalkozó kanonikus szöveg. A tibeti szóbeli hagyomány szerint Buddha maga megjövendölte, hogy Tibet különösen jelentős szerepet fog játszani a Vinaja megőrzésében. Ce-csog-ling Jong-dzin szerint Jese Gyalcen a vinaja történetéről írt könyvében Buddha egy alkalommal ötszáz arhat kíséretében ellátogatott a Kajlás-hegyhez, ahol hátrahagyta a bal lába lenyomatát is szerencsehozó szimbólumként. Szintén, egyszer amikor a mai Nepál területére látogatott és a Lang-ru hegynél adott tanításokat, észak felé fordult és megjósolta, hogy a vinaja erőteljesen virágozni fog abban az irányban. Utolsó jelként Buddha a parinirvánáját követően északra fordította a fejét, amelyet szintén jelként értelmeztek Tibetben.
A fent említett szóbeli hagyományok tényszerűségét nem könnyű bizonyítani. Mindenesetre a vinaja a 8. században érkezett meg Tibet területére a Szamje kolostor alapítása idejében. Innentől kezdve ez számít a tibetiek egyik legerősebben megtartott hagyományának. A tibeti buddhista iskolákból több száz tudós készített szövegmagyarázatot a Vinajához.
Az Advice from Buddha Shakyamuni: An Abridged Exposition of the Precepts for Bhiksus dalai láma által írt magyarázat, amelyet 1973-ban írt tibeti nyelven, és 1981-ben adtak ki. Az angol nyelvű fordítást Cepak Rigzin és Glen H. Mullin készítették el 1982. márciusára. A szöveget ezután ellenőrizte Gelong Tubten Palgye a Milarepa Intézetből. N.J. Cepak megjegyzéseket készített a szöveghez Gelong Dzsampa Ignyen közreműködésével, elsősorban Conava rinpocse, az 1. dalai láma és Ce-csog-ling műveire támaszkodva. A fordítási munkákhoz további tanácsokkal szolgált Szönam Rincsen, Gese Damcsö és Csomze Tasi Vangyal.